# Кум, Ян Борисович
Ян Борисович Кум  (род. 24 февраля 1976, Киев) — американский предприниматель и программист, сооснователь и CEO мессенджера WhatsApp.

## Биография
Родился в Киеве — единственный ребёнок в еврейской семье, вырос в Фастове Киевской области Украинской ССР.
Эмигрировал в США в 1992 году с матерью Фаиной Семёновной Кум (1941—2000, США) и бабушкой Рахилью Мунблат (1921—2002); жил в Маунтин-Вью. Отец — Борис Яковлевич Кум (1927—1997, Украина), директор передвижной механизированной колонны ПМК-20 в Фастове. Бросив университет, Кум поступил на работу в Yahoo, где познакомился с Брайаном Эктоном и работал до 2007 года.
В феврале 2014 года Whatsapp был продан компании Facebook за 19 миллиардов долларов. В результате этой сделки Кум стал миллиардером (в марте 2014 года его состояние равнялось 6,8 миллиардам долларов по оценке журнала Forbes) и акционером Facebook.
В ноябре 2014 года Ян пожертвовал миллион долларов США проекту FreeBSD, что стало крупнейшим в истории проекта FreeBSD пожертвованием, размер которого превысил годовой бюджет FreeBSD Foundation; в том же году пожертвовал общественному фонду Кремниевой Долины около 556 миллионов $. Ян Кум использует FreeBSD уже более десяти лет, в том числе в компании Yahoo! и в серверной инфраструктуре сервиса WhatsApp.
В апреле 2018 года объявил об уходе из Facebook, где входил в совет директоров компании в результате сделки по продаже акций Whatsapp. Первоначально считалось, что, уйдя, он лишился акций стоимостью почти 1 миллиард долларов. Однако несколько месяцев спустя выяснилось, что он по-прежнему официально работает в Facebook, заработав 450 миллионов долларов на акциях компании.
В ноябре 2023 года Ян Кум приобрел Château de la Garoupe на мысе Cap d’Antibes на Лазурном берегу Франции, ранее принадлежащее олигарху Борису Березовскому. Сделка оценивается примерно в 65 миллионов евро, сообщает Nice Matin.